# Trochalus freynei
Trochalus freynei är en skalbaggsart som beskrevs av Louis Burgeon 1944. Trochalus freynei ingår i släktet Trochalus och familjen Melolonthidae. Inga underarter finns listade i Catalogue of Life.